# Ivannicius (metropolita di Mosca)
Ivannicius, al secolo Ivan Maksimovič Rudnev (in russo Иван Максимович Руднев?) (Verchnee Skvorčee, 20 febbraio 1826 – Kiev, 7 giugno 1900), fu, dal 27 giugno 1882 al 17 novembre 1891, giorno in cui divenne vescovo di Kiev, vescovo metropolita di Mosca.